# Método de Yuzpe
El Método de Yuzpe  es un método anticonceptivo de emergencia que consiste en administrar 2 pastillas o tabletas de anticonceptivo oral de macrodosis que incluya 50 µg de Etinilestradiol y 250 µg de Levonorgestrel (Noral ®, Neogynon ®), durante las primeras 72 horas después del relación sexual sin protección y repetir la ingesta 12 horas más tarde. En caso de no estar disponibles las pastillas o tabletas de macrodosis se administran 4 tabletas de microdosis que incluyan 30 µg de Etinil-Estradiol y 150 µg de Levonorgestrel (Nordette ®, Microgynon ®) en las primeras 72 horas después del coito sin protección y tomar otras 4 píldoras 12 horas más tarde.
Se considera un método seguro, económico, accesible y con efectos secundarios que implican en muy pocos casos náuseas. En ningún caso este método impide el contagio de enfermedades de transmisión sexual, tales como sida, hepatitis, sífilis y otras enfermedades de transmisión sexual.

## Historia del método de Yuzpe
El método de Yuzpe debe su nombre al médico canadiense Albert Yuzpe quien, en los años 70, llevó a cabo investigaciones sobre el uso de altas dosis de píldoras anticonceptivas orales combinadas de estrógeno y progestina (etinil estradiol más levonorgestrel) como régimen preferido para anticoncepción de emergencia postcoital (después de un coito sin protección).
El método Yuzpe ha sido el tratamiento estándar durante unos 35 años (1975 a 2016), estando ahora subutilizado, ya que se ha ido sustituyendo desde finales del siglo XX por el levonorgestrel (píldora del día después) y la Mifepristona. En el año 2009 ha comenzado la comercialización del acetato de ulipristal (píldora de los cinco días después).
Tiene al menos dos posibles mecanismos de acción: prevenir la ovulación  y causar cambios en el endometrio que reducen la probabilidad de implantación de un embrión en el útero.